# 탁우석
탁우석(1989년 5월 15일 ~ )은 대한민국의 배우이자 모델이다.

## 출연작

### 영화
- 《안녕하세요》 (2022년) - 바닷가 아들 역 (우정출연)
- 《롱타임노씨》 (2017년) - 나르는 칼 역
- 《산상수훈》 (2017년) - 요한 역
- 《박쥐》 (2009년) - 철웅 역
- 《뱅!뱅!》 (2008년) - 소년 역
- 《우리동네》 (2007년) - 어린 경주 역

### 드라마
- 《나의 위험한 아내》 (2020년, MBN) - 현우 역
- 《검색어를 입력하세요 WWW》 (2019년, tvN) - 김선우 역
- 《신의 퀴즈 5》 (2018년, OCN) - 윤현종 역
- 《미스터 션샤인》 (2018년, tvN) - 진국 역
- 《부잣집 아들》 (2018년, MBC)
- 《청춘시대》 (2016년, JTBC)